# Bidestroff
Bidestroff est une commune française située dans le département de la Moselle, en région Grand Est.

## Géographie
| Bourgaltroff |            | Bassing                   |
| Vergaville   | Bidestroff | Domnom-lès-Dieuze Cutting |
| Lindre-Haute | Zommange   |                           |

### Hydrographie
La commune est située dans le bassin versant du Rhin au sein du bassin Rhin-Meuse. Elle est drainée par le ruisseau le Verbach, le ruisseau des Quatre Fontaines, le ruisseau des Trois Fontaines et le ruisseau du Poudre.
Le Verbach, d'une longueur totale de 11,8 km, prend sa source dans la commune de Domnom-lès-Dieuze et se jette dans la Seille à Dieuze, après avoir traversé sept communes.

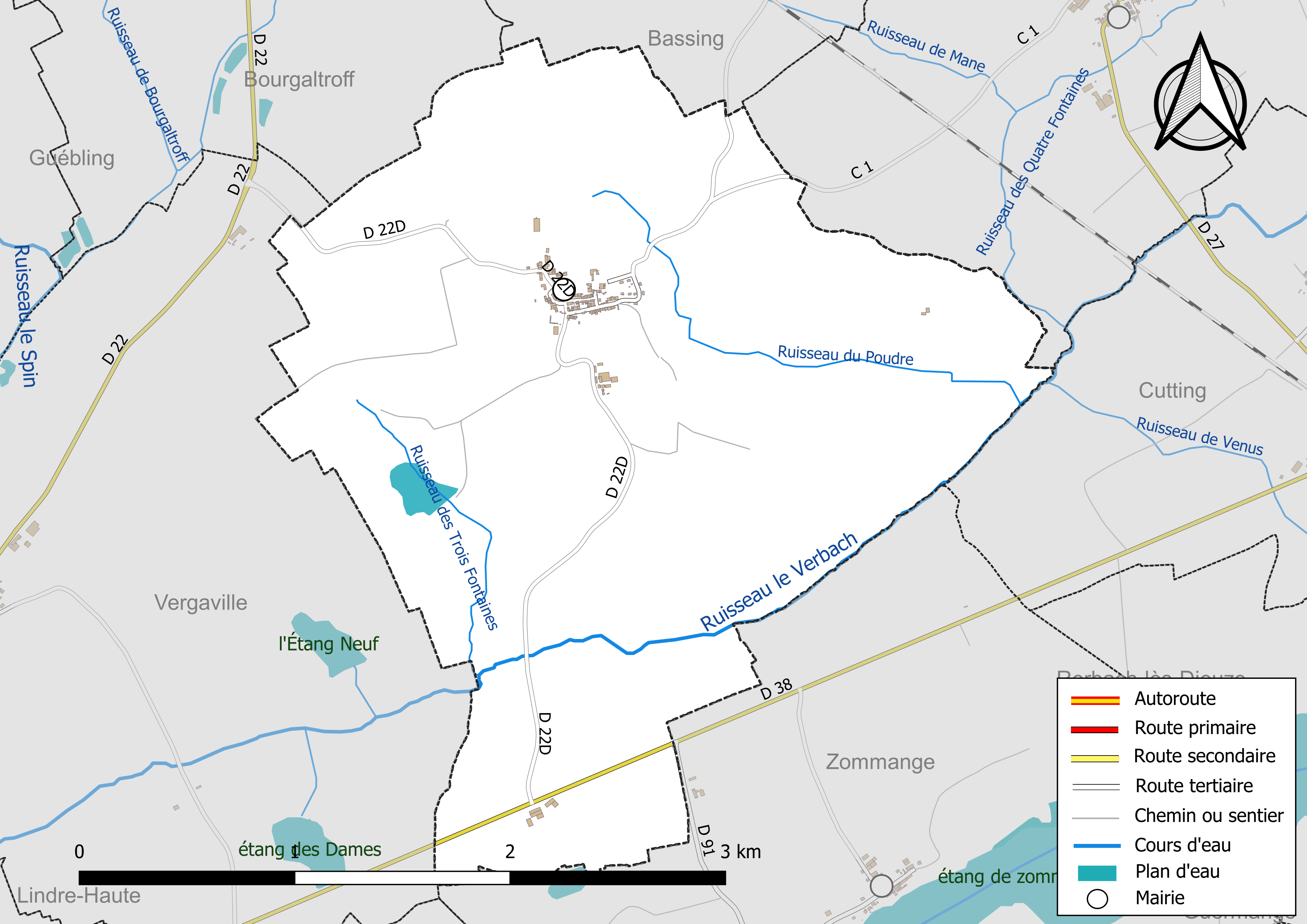
Réseaux hydrographique et routier de Bidestroff.

La qualité des eaux des principaux cours d’eau de la commune, notamment du ruisseau le Verbach, peut être consultée sur un site spécial géré par les agences de l’eau et l’Agence française pour la biodiversité.

### Climat
Pour des articles plus généraux, voir Climat du Grand Est et Climat de la Moselle.
En 2010, le climat de la commune est de type climat des marges montargnardes, selon une étude du Centre national de la recherche scientifique s'appuyant sur une série de données couvrant la période 1971-2000. En 2020, Météo-France publie une typologie des climats de la France métropolitaine dans laquelle la commune est exposée à un climat semi-continental et est dans une zone de transition entre les régions climatiques « Lorraine, plateau de Langres, Morvan » et « Vosges ». 
Pour la période 1971-2000, la température annuelle moyenne est de 9,9 °C, avec une amplitude thermique annuelle de 17 °C. Le cumul annuel moyen de précipitations est de 937 mm, avec 11,9 jours de précipitations en janvier et 9 jours en juillet. Pour la période 1991-2020, la température moyenne annuelle observée sur la station météorologique de Météo-France la plus proche, « Rodalbe », sur la commune de Rodalbe à 9 km à vol d'oiseau, est de 10,6 °C et le cumul annuel moyen de précipitations est de 737,2 mm. 
La température maximale relevée sur cette station est de 38,7 °C, atteinte le 24 juillet 2019 ; la température minimale est de −18,1 °C, atteinte le 26 décembre 2010,,. 
Les paramètres climatiques de la commune ont été estimés pour le milieu du siècle (2041-2070) selon différents scénarios d'émission de gaz à effet de serre à partir des nouvelles projections climatiques de référence DRIAS-2020. Ils sont consultables sur un site spécial publié par Météo-France en novembre 2022.

## Urbanisme

### Typologie
Au 1er janvier 2024, Bidestroff est catégorisée commune rurale à habitat dispersé, selon la nouvelle grille communale de densité à sept niveaux définie par l'Insee en 2022.
Elle est située hors unité urbaine. Par ailleurs la commune fait partie de l'aire d'attraction de Dieuze, dont elle est une commune de la couronne,. Cette aire, qui regroupe 31 communes, est catégorisée dans les aires de moins de 50 000 habitants,.

### Occupation des sols
L'occupation des sols de la commune, telle qu'elle ressort de la base de données européenne d’occupation biophysique des sols Corine Land Cover (CLC), est marquée par l'importance des territoires agricoles (100 % en 2018), une proportion sensiblement équivalente à celle de 1990 (99,2 %). La répartition détaillée en 2018 est la suivante :
terres arables (62,2 %), zones agricoles hétérogènes (21,3 %), prairies (16,6 %). L'évolution de l’occupation des sols de la commune et de ses infrastructures peut être observée sur les différentes représentations cartographiques du territoire : la carte de Cassini (XVIIIe siècle), la carte d'état-major (1820-1866) et les cartes ou photos aériennes de l'IGN pour la période actuelle (1950 à aujourd'hui).

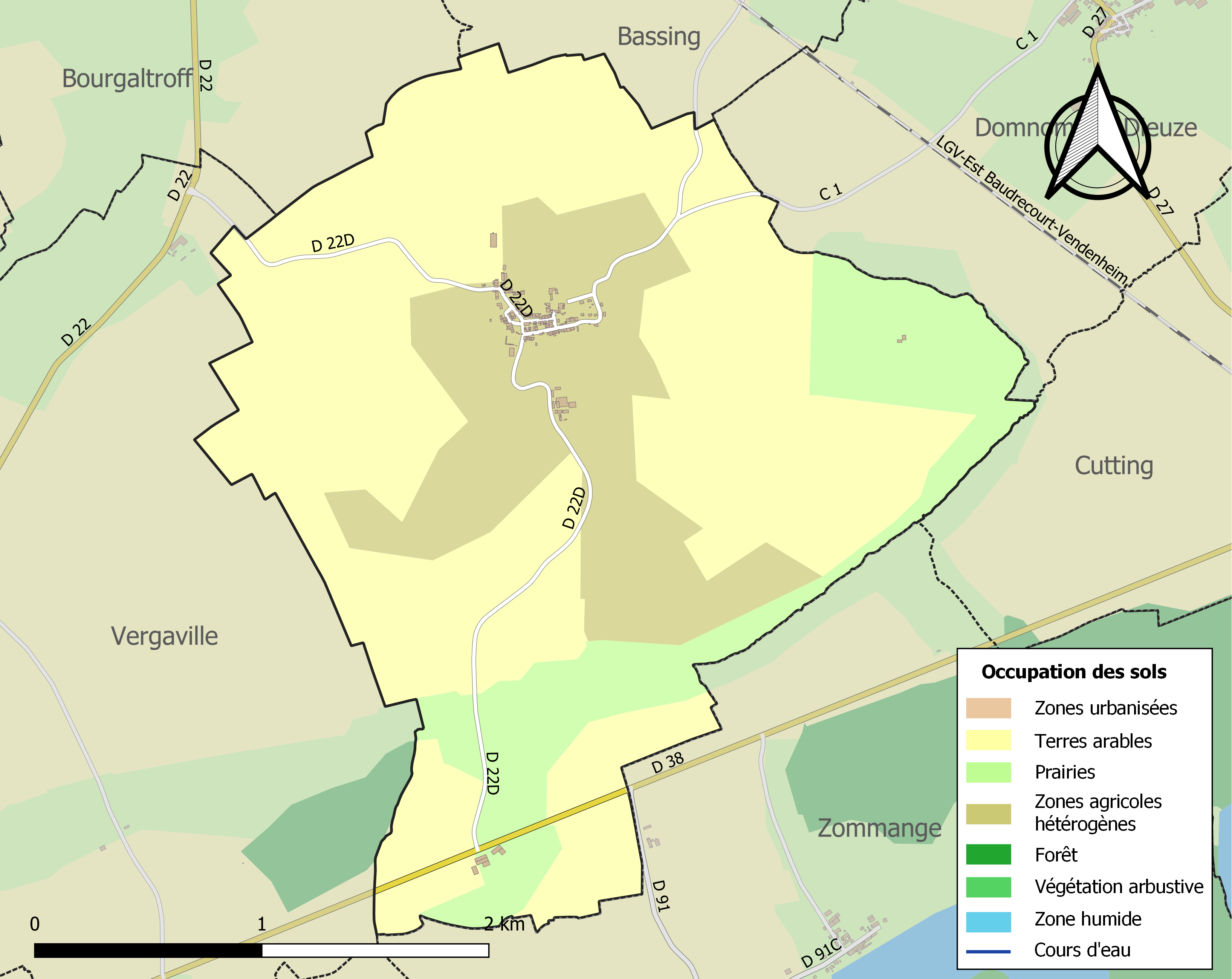
Carte des infrastructures et de l'occupation des sols de la commune en 2018 (CLC).

## Toponymie
- Buderstorf (1121), Buderstorff (1262), Benderstorf (1266), Huwestorf (1476), Budersdorff (1559), Buderstroff (1591), Biderstroff (1623), Biderstroff (1793), Biedesdorf (1871-1918 et 1940-1944).

## Histoire
- Vestiges d'une villa-gallo-romaine et de deux fermes gauloises sur le ban communal.
- Le fief de Bidestroff relevait de la châtellnie de Dieuze (bailliage d'Allemagne). Il fut érigé en baronnie en 1722.
- Destructions en 1914-1918.
- Bataille des 19 et 20 août 1914 a fait 1204 victimes côté Français pour ce village

En 2025, la commune est faite membre associé du Félibrige.

## Politique et administration
| Période                                  | Période   | Identité      | Étiquette | Qualité |
| ---------------------------------------- | --------- | ------------- | --------- | ------- |
| Les données manquantes sont à compléter. |           |               |           |         |
| mars 1989                                | mars 2001 | Jacques Bello |           |         |
| mars 2001                                | mars 2008 | Didier Tollé  |           |         |
| mars 2008                                | mars 2014 | Robert Tomasi |           |         |
| mars 2014                                | En cours  | Hervé Bello   |           |         |

## Démographie
L'évolution du nombre d'habitants est connue à travers les recensements de la population effectués dans la commune depuis 1793. Pour les communes de moins de 10 000 habitants, une enquête de recensement portant sur toute la population est réalisée tous les cinq ans, les populations de référence des années intermédiaires étant quant à elles estimées par interpolation ou extrapolation. Pour la commune, le premier recensement exhaustif entrant dans le cadre du nouveau dispositif a été réalisé en 2007.

En 2022, la commune comptait 121 habitants, en évolution de −4,72 % par rapport à 2016 (Moselle : +0,52 %, France hors Mayotte : +2,11 %).
| 1793 | 1800 | 1806 | 1821 | 1831 | 1836 | 1841 | 1846 | 1851 |
| ---- | ---- | ---- | ---- | ---- | ---- | ---- | ---- | ---- |
| 285  | 247  | 353  | 430  | 423  | 456  | 437  | 489  | 469  |

| 1856 | 1861 | 1871 | 1875 | 1880 | 1885 | 1890 | 1895 | 1900 |
| ---- | ---- | ---- | ---- | ---- | ---- | ---- | ---- | ---- |
| 410  | 422  | 393  | 332  | 307  | 294  | 301  | 286  | 275  |

| 1905 | 1910 | 1921 | 1926 | 1931 | 1936 | 1946 | 1954 | 1962 |
| ---- | ---- | ---- | ---- | ---- | ---- | ---- | ---- | ---- |
| 267  | 260  | 201  | 223  | 200  | 206  | 164  | 161  | 149  |

| 1968 | 1975 | 1982 | 1990 | 1999 | 2006 | 2007 | 2012 | 2017 |
| ---- | ---- | ---- | ---- | ---- | ---- | ---- | ---- | ---- |
| 146  | 110  | 104  | 128  | 145  | 134  | 132  | 124  | 129  |

| 2022 | - | - | - | - | - | - | - | - |
| ---- | - | - | - | - | - | - | - | - |
| 121  | - | - | - | - | - | - | - | - |

## Culture locale et patrimoine

### Lieux et monuments
- Monument aux héros de 1914-1918.
- Château de Bidestroff, restauré après 1920, et son pigeonnier, inscrits au titre des monuments historiques par arrêté du 6 juillet 1990[19].
- Église Saint-Michel (1879), endommagée en 1914, refaite en 1920.

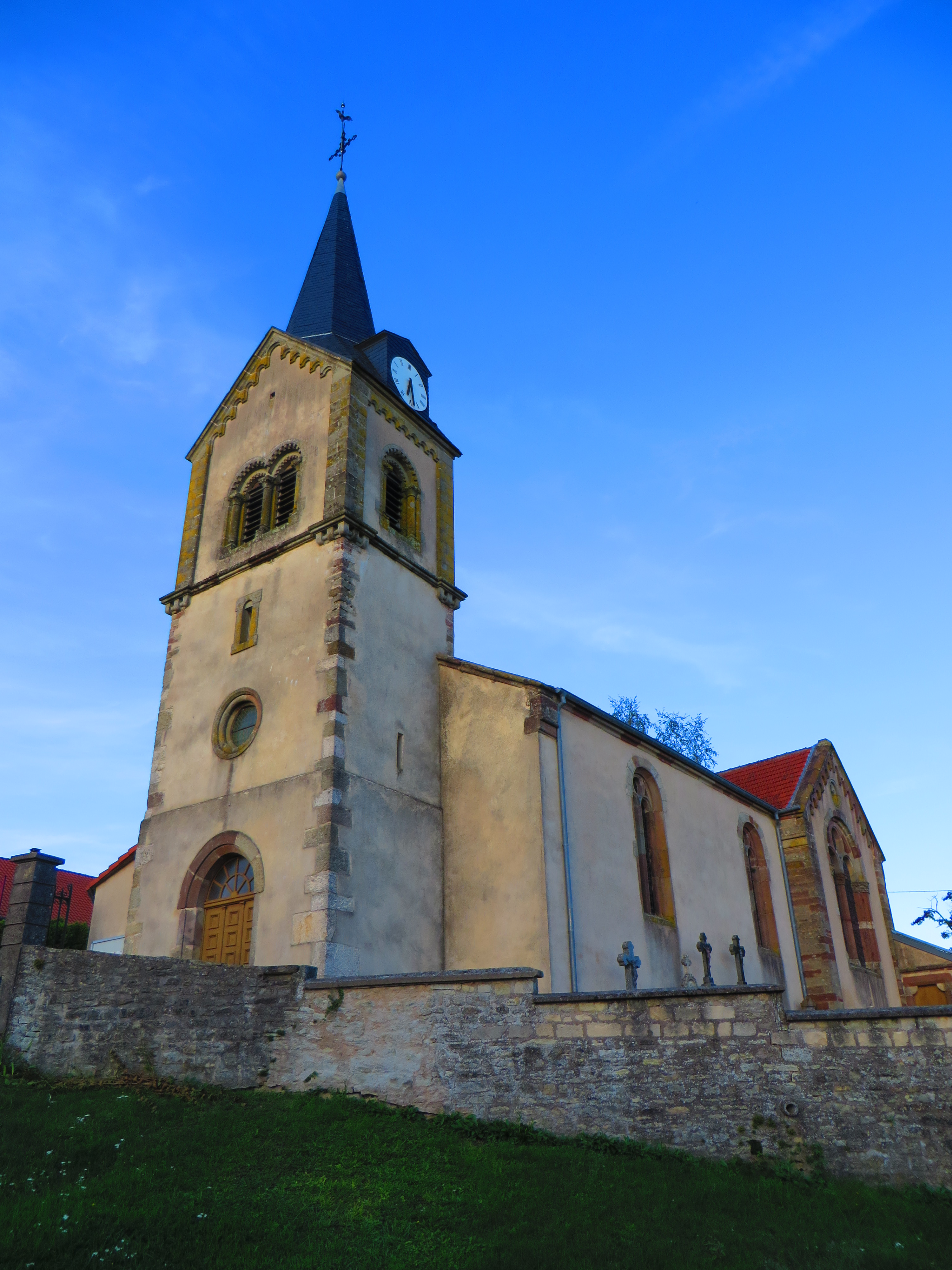
L'église Saint-Michel.

### Personnalités liées à la commune
- Eugène Ier Schneider, cofondateur de Schneider et Cie au Creusot, né à Bidestroff le 29 mars 1805.